# Мурманіт
Мурманіт (рос. мурманит; англ. murmanite; нім. Murmanit m) — мінерал, складний силікат натрію, манґану й титану острівної будови.

## Загальний опис
Хімічна формула: Na2MnTi3[O|Si2O7] •8H2O. За «Fleischer's Glossary» (2004) — Na2(Ti, Nb)2Si2O9•nH2O.
Склад у % (Кольський п-ів): Na2O — 14,94; MnO — 2,92; TiO2 — 37,33; SiO2 — 29,13; H2O — 8,92.
Домішки: ZrO2 (2,0); FeO (1,84); MgO (0,75); CaO (2,10).
Сингонія моноклінна або триклінна.
Пінакоїдальний вид.
Форми виділення: таблитчасті кристали та листуваті агрегати.
Спайність досконала по (010).
Густина 2,84.
Твердість 2 — 3,5.
Колір фіолетовий, рожевий.
Блиск металічний.
Риса вишнева. Знайдений у нефелінових сієнітах Кольського п-ва разом з содалітом, нефеліном, евдіалітом, рамзаїтом.
За назвою м. Мурманська (Н. Н. Гуткова,1930).